# یو هانچائو
یو هانچائو (انگلیسی: Yu Hanchao؛ زادهٔ ۲۵ فوریهٔ ۱۹۸۷) یک بازیکن فوتبال اهل چین است.
وی سابقه ۳۷ بازی و ۶ گل ملی برای تیم ملی فوتبال چین در کارنامه دارد.